# Mustafa Ahmad Mustafa
Mustafa Ahmad Mustafa (arab. مصطفى أحمد مصطفى) – egipski zapaśnik walczący w obu stylach. Mistrz Afryki w 1971 roku.